# NGC 534
NGC 534 est une galaxie lenticulaire située dans la constellation du Sculpteur. NGC 534 a été découverte par l'astronome britannique John Herschel en 1835.

## Caractéristiques
Sa vitesse par rapport au fond diffus cosmologique est de 5 609 ± 16 km/s, ce qui correspond à une distance de Hubble de 82,7 ± 5,8 Mpc (∼270 millions d'al).
À ce jour, deux mesures non basées sur le décalage vers le rouge (redshift) donnent une distance de 84,700 ± 6,788 Mpc (∼276 millions d'al), ce qui est à l'intérieur des valeurs de la distance de Hubble.